# PPPoE
Protocolul punct la punct prin Ethernet (sau PPPoE, de la engl. point-to-point protocol over Ethernet) este un protocol de rețea pentru încapsularea cadrelor PPP în cadre Ethernet.  
Este folosit mai ales pentru servicii în bandă largă, cum ar fi DSL .  
Oferă facilitățile standard PPP, cum ar fi autentificare, criptare și compresie.
PPPoE a fost dezvoltat de UUNET, Redback și RouterWare. Protocolul este publicat în RFC 2516.

## Ce este PPPoE?
PPPoE este acronimul pentru Point to Point Protocol over Ethernet (protocol punct la punct prin Ethernet), ceea ce înseamnă o conexiune punct la punct, client-server, peste o conexiune Ethernet existentă. Mai specific, PPPoE este un protocol ce permite simularea unei conexiuni pe linie comutată peste o conexiune Ethernet.

## La ce este bun PPPoE?
Serviciul PPPoE este folosit pentru autentificarea utilizatorilor rețelei și oferirea accesului la internet, serverele PPPoE sunt numite și concentratoare de acces.

## Cum functioneaza PPPoE
Protocolul PPPoE are două faze distincte: discovery și session.
Clientul inițializeaza sesiunea de autentificare printr-o cerere broadcast (discovery).
Serverul îi răspunde cu adresa MAC proprie și îi prezintă oferta de conectare, clientul se
autentifică cu un username și o parolă și sesiunea este stabilită (session).

### Discovery
În faza discovery clienții PPPoE trimit broadcast frame-uri speciale, frame-uri PADI –
PPPoE Active Discovery Initiation, pentru descoperirea serverelor PPPoE.
În această fază clientul PPPoE dorește să afle adresa MAC a serverului PPPoE.
Serverele PPPoE răspund unicast cu frame-uri PADO - PPPoE Active Discovery Offer,
anunțându-și astfel prezența.
Clientul PPPoE alege un server PPPoE căruia îi răspunde cu frame-uri PADS - PPPoE
Active Discovery Session-Confirmation, în urma cărora se stabilește un ID pentru
sesiunea PPPoE.
La finalul procesului de discovery, atât serverul PPPoE, cât și clientul PPPoE, își cunosc reciproc adresele MAC și au convenit asupra unui ID care va identifica unic sesiunea PPPoE.

### Session
În faza session, clientul PPPoE schimbă unicast frame-uri PPP encapsulate în frame-uri
Ethernet cu serverul PPPoE, frame-urile PPP sunt scrise în payload-ul frame-urilor
Ethernet. Autentificarea, autorizarea și contorizarea clienților PPPoE este făcută de către un server AAA (Authentication Authorization Accounting) – Figura 1.

## Avantajele PPPoE
O rețea care folosește protocolul PPPoE oferă următoarele avantaje:
1. Accesul utilizatorilor la internet folosind utilizator și parolă;

2. Alocarea dinamică a adreselor IP de către serverele PPPoE;

3. Înlăturarea utilizării nelegitime a adreselor IP;

4. Contorizarea traficului făcut de către utilizatori;

5. Sistemele de operare suport pentru conectarea la rețeaua PPPoE;

6. Efort minim de configurare din partea clienților.

7. Accesul se face centralizat prin intermediul concentratorului PPPoE, fapt ce permite controlul întregului trafic.